# Michel Pécheux
Pécheux Pécheux, född 24 maj 1911 i Saint-Brieuc, död 29 augusti 1985 i Neuilly-sur-Seine, var en fransk fäktare.
Pécheux blev olympisk guldmedaljör i värja vid sommarspelen 1948 i London.